# Rarities (album Roxette)
Rarities – album zespołu Roxette wydany 17 lutego 1995 roku. Bardzo trudno dostępny, bo został wydany tylko w Azji. Obecnie można zakupić go wyłącznie na aukcjach internetowych, gdzie osiąga wysokie ceny.

## Lista utworów
1. Vulnerable (Single version) – 4:30
2. Fingertips '93 – 3:42
3. Dressed for Success (Look Sharp! U.S. mix) – 4:53
4. Joyride (MTV Unplugged) – 5:35
5. The Look (MTV Unplugged) – 5:11
6. Dangerous (MTV Unplugged) – 2:13
7. The Sweet Hello, the Sad Goodbye – 4:49
8. The Voice – 4:27
9. Almost Unreal (Demo) – 3:25
10. Fireworks (Jesus Jones remix) – 4:11
11. Spending My Time (Electric dance remix) – 5:27
12. One Is Such a Lonely Number (demo) – 2:33